# Henry B. Harris
Henry Birkhardt Harris (1 de diciembre de 1866 – 15 de abril de 1912) fue un productor de Broadway y dueño de teatros que murió en el hundimiento del RMS Titanic, ese mismo día su esposa la futura productora teatral Renee Harris, se había roto un brazo en una caída en la Gran Escalera del Titanic. Ella sobrevivió al hundimiento y falleció en 1969.

## Vida
Henry Harris era hijo de William Harris Sr., fundador del Sindicato Teatral en los años 1890 y Rachel Harris, de soltera Freefield. Tenía un hermano menor, William Harris Jr. Henry nació en St. Louis en 1866 y era un chico joven cuando la familia se mudó a Boston. Empezó su carrera apenas siendo un niño vendiendo folletos de canciones en el vestíbulo del teatro en St. Louis. Una vez en Boston, el joven Harris empezó a vender folletos de canciones en el vestíbulo del Howard Athenaeum. Se casó con Irene (Renee) Wallach, una secretaria legal de Washington, D. C. con interés en el teatro, el 22 de octubre de 1899. No tuvieron hijos.
Harris trabajó para su padre en el negocio teatral en Boston varios años antes de empezar a producir sus propias obras teatrales en 1901. Dirigió a estrellas tales como Amelia Bingham y Robert Edeson y descubrió a artistas exitosos como Pete Daily, Lillie Langtry o May Irwin. En 1906, Harris se convirtió en el dueño del Hackett Teather en la calle 42 neoyorquina. El teatro fue rebautizado Harris Teather, en honor a su padre. Alquiló y dirigió el Hudson Teather en Nueva York y en 1911 construyó el Folies Bergère Teather, un intento de emular el éxito de su tocayo parisino pero que fracasó rápidamente provocándole fuertes pérdidas.
Miembro del partido Demócrata, el Lambs Club y el Green Room Club, tesorero del Actor's Fund of America y administrador del Orfanato Hebreo de Nueva York, en abril de 1912 se encontraba en Londres por negocios, arreglando futuras presentaciones de Maggie Pepper de Charles Klein con su estrella Rose Stahl y el reparto estadounidense original del Harris Teather. La obra se convertiría en 1919 en una película del mismo nombre. Harris también adquirió una opción a los derechos de exhibición en EE. UU. de The Miracle, el primer largometraje a todo color del mundo, que luego se exhibiría en la Royal Opera House.
Para su regreso a Nueva York, los Harris adquirieron pasajes de primera clase y el 10 de abril de 1912 subieron en Southampton al publicitado Titanic en su viaje inaugural. Ocuparon el camarote C-83, en el de enfrente, el C-123, se alojaba el escritor Jacques Futrelle y su esposa May. La mañana del 14 de abril, la señora Harris resbaló y cayó en la Gran Escalera, fracturándose el brazo derecho a la altura del codo. Según unas fuentes estaba siendo atendida por un médico de a bordo, según otras, por un médico que viajaba en primera clase. Por la noche, los Harris cenaron en el restaurante a la carta con los Futrelle. 
En el momento del impacto, los Harris se encontraban en su camarote, jugando al solitario. La señora Harris notó cómo sus vestidos se balanceaban en el armario y luego cesaba todo movimiento, al detenerse las máquinas. Harris ayudó a su esposa a subir al bote plegable D, que abandonó el navío solo quince minutos antes del hundimiento. May Futrelle subió con ella. Tanto Henry Harris como Jacques Futrelle estuvieron entre las 1.500 personas que perecieron en el desastre.
Una vez recogidos por el RMS Carpathia, ella envió un telegrama al Hudson Teather, diciendo que su marido no estaba a bordo, pero esperaba que hubiera sido rescatado por otro barco. La historia de que se había salvado a bordo de otro navío circuló por Nueva York hasta que se demostró falsa. Su cuerpo no fue recuperado o, si lo fue, no se lo identificó y por ello devuelto al mar.
Tras el naufragio, la viuda solicitó una prima de seguro de un millón de dólares por la pérdida de su marido, que representó la mayor indemnización tras el desastre. Renee asumió la dirección de la empresa teatral de su esposo y produjo diez obras más. Se casó otras tres veces y murió el 2 de septiembre de 1969.
En 2019, Gregg Jasper fue coautor, con Randy Bryan Bigham, de la primera biografía de Renee Harris titulada Broadway Dame: The Life & Times of Mrs. Henry B. Harris.

## Principales producciones
- Soldados de Fortuna (1901)
- Strongheart (1905)
- El León y el Ratón (1905)

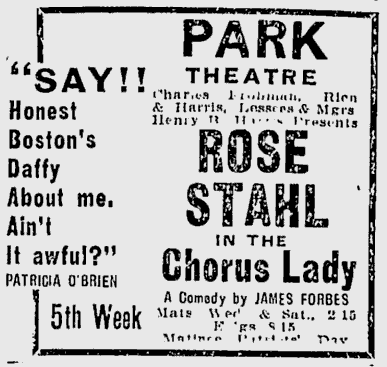
Anuncio de The Chorus Lady con Rose Stahl en el Park Teather de Boston, 1909.

- The Chorus Lady (1906) (protagonizada por Rose Stahl)
- The Struggle Everlasting (1907)
- El Viajante (1908)
- Pierre de las Llanuras (1908)
- El Tercer Grado (1909) (protagonizada por Helen Ware)
- Such a Little Queen (1909) (protagonizada por Elsie Ferguson)
- A Skylark (1910) (con May de Sousa)
- El árabe (1911)
- Strongheart (1914)